# Johan Ludvig Runeberg
Johan Ludvig Runeberg (ur. 5 lutego 1804 w Jakobstad, zm. 6 maja 1877 w Porvoo) – fiński poeta romantyczny pochodzący z mniejszości szwedzkojęzycznej, autor nieoficjalnego hymnu narodowego Finlandii Maamme.
Kształcił się na uniwersytetach w Vaasa i Oulu w zakresie filologii klasycznej. Pracował tam później jako wykładowca łaciny i literatury łacińskiej.
W swej twórczości skupiał się na życiu wiejskim, był piewcą fińskiego krajobrazu i kultury swojego narodu. Jego najbardziej znany utwór z tego nurtu to Bonden Paavo – o głodującym rolniku z fińskiej prowincji, który miesza mąkę z korą do wypieku chleba, aby mieć środki na pomoc sąsiadom.
Jego najważniejszy utwór to Fänrik Ståls sägner (szw.), czyli Vänrikki Stoolin tarinat (fiń.) (Opowieści chorążego Stoola) (1848–1860) – dzieło uważane za największy poemat epicki literatury fińskiej po Kalevali. Jego twórczość została przełożona na język fiński.
Jego imieniem nazwano nordycką bibliotekę cyfrową – Projekt Runeberg.

## Twórczość
Do najważniejszych dzieł Runeberga należą
- Fänrik Ståls sägner (w przekładzie na fiński Vänrikki Stoolin tarinat) cz. 1 – 1848 (Opowieści chorążego Stoola)
- Fänrik Ståls sägner (po fińsku Vänrikki Stoolin tarinat) cz. 2 – 1860
- Vårt land (po fińsku „Maamme”) („Nasz Kraj”) – pieśń otwierająca Fänrik Ståls sägner
- Älgskyttarne (po fińsku Hirvenhiihtäjät) – 1832 (Łowcy jeleni)
- Nadeschda i Julkvällen (po fińsku Jouluilta) – 1841 (Wieczór wigilijny)
- Kung Fjalar (po fińsku Kuningas Fjalar) – 1844 (Król Fjalar)
- tłumaczenia, m.in.
  - poeci romantyczni (np. Goethe)
  - serbskie pieśni ludowe